# Amsterdam Admirals
Gli Amsterdam Admirals sono stati una squadra di football americano, di Amsterdam, nei Paesi Bassi.

## Storia
La squadra è stata fondata nel 1995 e ha chiuso nel 2007; ha vinto un World Bowl.

## Dettaglio stagioni

### Tornei internazionali

#### WLAF/NFLE
| Stagione | regular season | regular season | regular season | regular season | regular season | regular season | playoff | playoff | playoff | playoff | playoff | playoff    | playoff          |
|          | Vin            | Par            | Per            | Tot            | PF             | PS             | Vin     | Per     | Tot     | PF      | PS      | risultato  | avversaria       |
| -------- | -------------- | -------------- | -------------- | -------------- | -------------- | -------------- | ------- | ------- | ------- | ------- | ------- | ---------- | ---------------- |
| 1995     | 9              | 0              | 1              | 10             | 246            | 152            | 0       | 1       | 1       | 22      | 26      | World Bowl | Frankfurt Galaxy |
| 1996     | 5              | 0              | 5              | 10             | 250            | 210            | -       | -       | -       | -       | -       | -          | -                |
| 1997     | 5              | 0              | 5              | 10             | 156            | 160            | -       | -       | -       | -       | -       | -          | -                |
| 1998     | 7              | 0              | 3              | 10             | 205            | 174            | -       | -       | -       | -       | -       | -          | -                |
| 1999     | 4              | 0              | 6              | 10             | 236            | 243            | -       | -       | -       | -       | -       | -          | -                |
| 2000     | 4              | 0              | 6              | 10             | 206            | 243            | -       | -       | -       | -       | -       | -          | -                |
| 2001     | 4              | 0              | 6              | 10             | 194            | 226            | -       | -       | -       | -       | -       | -          | -                |
| 2002     | 4              | 0              | 6              | 10             | 218            | 202            | -       | -       | -       | -       | -       | -          | -                |
| 2003     | 4              | 0              | 6              | 10             | 230            | 273            | -       | -       | -       | -       | -       | -          | -                |
| 2004     | 5              | 0              | 5              | 10             | 173            | 191            | -       | -       | -       | -       | -       | -          | -                |
| 2005     | 6              | 0              | 4              | 10             | 265            | 204            | 1       | 0       | 1       | 27      | 21      | Campioni   | Berlin Thunder   |
| 2006     | 7              | 0              | 3              | 10             | 259            | 234            | 0       | 1       | 1       | 7       | 22      | World Bowl | Frankfurt Galaxy |
| 2007     | 4              | 0              | 6              | 10             | 194            | 250            | -       | -       | -       | -       | -       | -          | -                |
| Totale   | 68             | 0              | 62             | 130            | 2832           | 2762           | 1       | 2       | 3       | 56      | 69      |            |                  |

Fonti: Enciclopedia del Football - A cura di Roberto Mezzetti

## Palmarès
- 1 World Bowl (2005)

## Ring of Honor
- Mike Evans – DE (1995-1997)
- Adam Vinatieri – K (1995)
- Jonathan Kirksey – DT (1995, 1998–2001)
- Frank Temming – RB (1995–2000)
- Silvio Diliberto – K (1997–2004)
- Kurt Warner – QB (1998)
- Derrick Levake – OL (1999–2000)
- Rafael Cooper – RB (2002)